# Gloeocystidiellum sulcatum
Gloeocystidiellum sulcatum är en svampart som först beskrevs av Rehill & B.K. Bakshi, och fick sitt nu gällande namn av Boidin 1966. Gloeocystidiellum sulcatum ingår i släktet Gloeocystidiellum och familjen Stereaceae.   Inga underarter finns listade i Catalogue of Life.